# UnitedHealthcare Pro Cycling Team

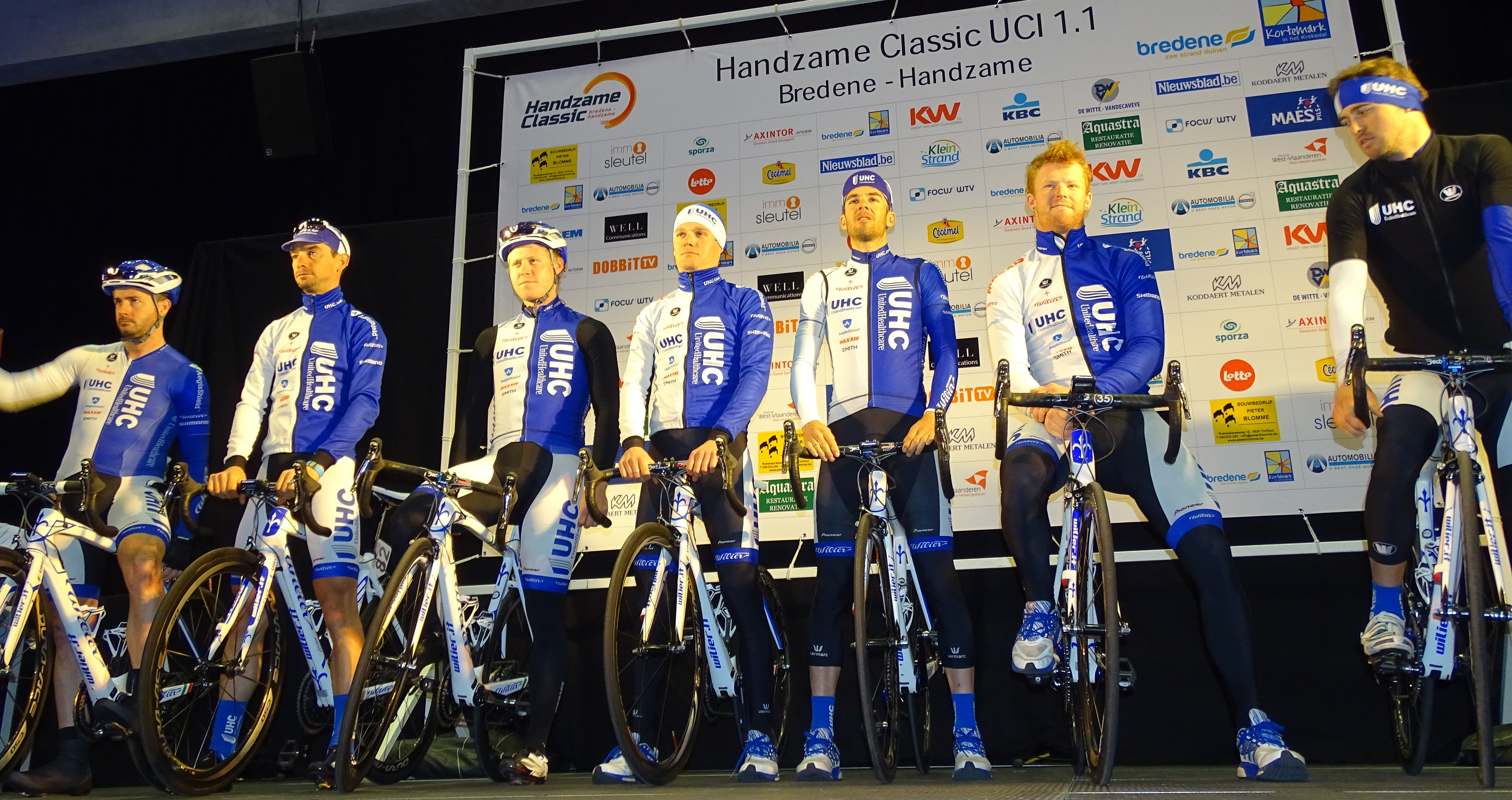
L'equip al 2015

El UnitedHealthcare Pro Cycling Team, (codi UCI: UHC) és un equip ciclista professional estatunidenc de categoria Professional Continental.

## Història
L'equip va ser creat el 2003 dintre a la 3a divisió d'equips que establia l'UCI. El 2005, amb la creació dels circuits continentals, va passar a ser equip continental, aconseguint el primer lloc a l'UCI Amèrica Tour. Durant les temporades 2006 i 2007 l'equip va pujar una categoria i va ser Continental Professional caient de nou a la categoria continental el 2008.
El 2010 va suposar l'arribada d'un nou patrocinador, UnitedHealthcare, i l'any següent l'equip recuperava el nivell de Professional Continental.

## Principals resultats
- Reading Classic: 2006 (Greg Henderson)
- Philadelphia Cycling Classic: 2013 i 2014 (Kiel Reijnen)
- Redlands Classic: 2005 (Chris Wherry)
- Tour de Taiwan: 2006 (Kirk O'Bee) i 2008 (John Murphy)
- Tour de Gila: 2012 (Rory Sutherland) et 2013 (Philip Deignan)
- Tour de Beauce: 2012 (Rory Sutherland)
- Joe Martin Stage Race: 2014 (John Murphy)
- Volta a Hongria: 2017 (Daniel Jaramillo)

### A les grans voltes
- Giro d'Itàlia
  - 0 participacions
- Tour de França
  - 0 participacions
- Volta a Espanya
  - 0 participacions

## Composició de l'equip
| \| Llista de l'equip 2015 \| Llista de l'equip 2015 \| Llista de l'equip 2015 \| Llista de l'equip 2015 \| \| Ciclista \| Data de naixement \| Equip previ \| \| \| ---------------------- \| ---------------------- \| --------------------------------------- \| ---------------------- \| \| Carlos Alzate \| 23 de març de 1983 \| Team Exergy (2012) \| \| \| Alessandro Bazzana \| 16 de juliol de 1984 \| Team Type 1-Sanofi (2012) \| \| \| Isaac Bolívar \| 9 de maig de 1991 \| \| \| \| Janez Brajkovič \| 18 de desembre de 1983 \| Astana (2014) \| \| \| Marco Canola \| 26 de desembre de 1988 \| Bardiani CSF (2014) \| \| \| Hilton Clarke \| 7 de novembre de 1979 \| Bahati Foundation (2010) \| \| \| Jonathan Clarke \| 18 de desembre de 1984 \| Jelly Belly (2009) \| \| \| Lucas Euser \| 5 de desembre de 1983 \| SpiderTech-C10 (2012) \| \| \| Robert Förster \| 27 de gener de 1978 \| UnitedHealthcare (2011) \| \| \| Davide Frattini \| 6 de agost de 1978 \| Team Type 1 (2010) \| \| \| Ken Hanson \| 14 de abril de 1982 \| Optum-Kelly Benefit Strategies (2013) \| \| \| Adrian Hegyvary \| 5 de gener de 1984 \| \| \| \| Christopher Jones \| 6 de agost de 1979 \| Team Type 1 (2010) \| \| \| Luke Keough \| 10 de agost de 1991 \| SmartStop-Mountain Khakis (2012) \| \| \| Karl Menzies \| 17 de juny de 1977 \| Advantage Benefits Endeavour (2005) \| \| \| John Murphy \| 15 de desembre de 1984 \| Kenda-5 Hour Energy (2012) \| \| \| Tanner Putt \| 21 de abril de 1992 \| Bissell Development (2014) \| \| \| Daniele Ratto \| 5 de octubre de 1989 \| Cannondale (2014) \| \| \| Kiel Reijnen \| 1 de juny de 1986 \| Team Type 1-Sanofi (2012) \| \| \| Daniel Summerhill \| 28 de gener de 1989 \| Chipotle-First Solar Development (2012) \| \| \| Bradley White \| 15 de gener de 1982 \| Successfulliving.com-Parkpre (2008) \| \| \| Federico Zurlo \| 25 de febrer de 1994 \| Zalf Euromobil Désirée Fior (2014) \| \| \| \| \| \| \| \| Font: ProCyclingStats \| \| \| \| |                        |                                         |  |
| Llista de l'equip 2015 |                        |                                         |  |
| Ciclista | Data de naixement      | Equip previ                             |  |
| Carlos Alzate | 23 de març de 1983     | Team Exergy (2012)                      |  |
| Alessandro Bazzana | 16 de juliol de 1984   | Team Type 1-Sanofi (2012)               |  |
| Isaac Bolívar | 9 de maig de 1991      |                                         |  |
| Janez Brajkovič | 18 de desembre de 1983 | Astana (2014)                           |  |
| Marco Canola | 26 de desembre de 1988 | Bardiani CSF (2014)                     |  |
| Hilton Clarke | 7 de novembre de 1979  | Bahati Foundation (2010)                |  |
| Jonathan Clarke | 18 de desembre de 1984 | Jelly Belly (2009)                      |  |
| Lucas Euser | 5 de desembre de 1983  | SpiderTech-C10 (2012)                   |  |
| Robert Förster | 27 de gener de 1978    | UnitedHealthcare (2011)                 |  |
| Davide Frattini | 6 de agost de 1978     | Team Type 1 (2010)                      |  |
| Ken Hanson | 14 de abril de 1982    | Optum-Kelly Benefit Strategies (2013)   |  |
| Adrian Hegyvary | 5 de gener de 1984     |                                         |  |
| Christopher Jones | 6 de agost de 1979     | Team Type 1 (2010)                      |  |
| Luke Keough | 10 de agost de 1991    | SmartStop-Mountain Khakis (2012)        |  |
| Karl Menzies | 17 de juny de 1977     | Advantage Benefits Endeavour (2005)     |  |
| John Murphy | 15 de desembre de 1984 | Kenda-5 Hour Energy (2012)              |  |
| Tanner Putt | 21 de abril de 1992    | Bissell Development (2014)              |  |
| Daniele Ratto | 5 de octubre de 1989   | Cannondale (2014)                       |  |
| Kiel Reijnen | 1 de juny de 1986      | Team Type 1-Sanofi (2012)               |  |
| Daniel Summerhill | 28 de gener de 1989    | Chipotle-First Solar Development (2012) |  |
| Bradley White | 15 de gener de 1982    | Successfulliving.com-Parkpre (2008)     |  |
| Federico Zurlo | 25 de febrer de 1994   | Zalf Euromobil Désirée Fior (2014)      |  |
| |                        |                                         |  |
| Font: ProCyclingStats |                        |                                         |  |

| \| Llista de l'equip 2016 \| Llista de l'equip 2016 \| Llista de l'equip 2016 \| Llista de l'equip 2016 \| \| Ciclista \| Data de naixement \| Equip previ \| \| \| --------------------------------------- \| ---------------------- \| --------------------------------------- \| ---------------------- \| \| Carlos Alzate \| 23 de març de 1983 \| Team Exergy (2012) \| \| \| Janez Brajkovič \| 18 de desembre de 1983 \| Astana (2014) \| \| \| Matthew Busche \| 9 de maig de 1985 \| Trek Factory Racing (2015) \| \| \| Marco Canola \| 26 de desembre de 1988 \| Bardiani CSF (2014) \| \| \| Jonathan Clarke \| 18 de desembre de 1984 \| Jelly Belly (2009) \| \| \| Daniel Eaton \| 4 de juliol de 1993 \| Axeon (2015) \| \| \| Adrian Hegyvary \| 5 de gener de 1984 \| \| \| \| Daniel Jaramillo Diez \| 15 de gener de 1991 \| Jamis-Hagens Berman (2015) \| \| \| Christopher Jones \| 6 de agost de 1979 \| Team Type 1 (2010) \| \| \| Luke Keough \| 10 de agost de 1991 \| SmartStop-Mountain Khakis (2012) \| \| \| Tyler Magner \| 3 de maig de 1991 \| Hincapie Racing (2015) \| \| \| Karl Menzies \| 17 de juny de 1977 \| Advantage Benefits Endeavour (2005) \| \| \| John Murphy \| 15 de desembre de 1984 \| Kenda-5 Hour Energy (2012) \| \| \| Tanner Putt \| 21 de abril de 1992 \| Bissell Development (2014) \| \| \| Daniel Summerhill \| 28 de gener de 1989 \| Chipotle-First Solar Development (2012) \| \| \| Bradley White \| 15 de gener de 1982 \| Successfulliving.com-Parkpre (2008) \| \| \| \| \| \| \| \| Fonts: ProCyclingStats Cycling Archives \| \| \| \| |                        |                                         |  |
| Llista de l'equip 2016 |                        |                                         |  |
| Ciclista | Data de naixement      | Equip previ                             |  |
| Carlos Alzate | 23 de març de 1983     | Team Exergy (2012)                      |  |
| Janez Brajkovič | 18 de desembre de 1983 | Astana (2014)                           |  |
| Matthew Busche | 9 de maig de 1985      | Trek Factory Racing (2015)              |  |
| Marco Canola | 26 de desembre de 1988 | Bardiani CSF (2014)                     |  |
| Jonathan Clarke | 18 de desembre de 1984 | Jelly Belly (2009)                      |  |
| Daniel Eaton | 4 de juliol de 1993    | Axeon (2015)                            |  |
| Adrian Hegyvary | 5 de gener de 1984     |                                         |  |
| Daniel Jaramillo Diez | 15 de gener de 1991    | Jamis-Hagens Berman (2015)              |  |
| Christopher Jones | 6 de agost de 1979     | Team Type 1 (2010)                      |  |
| Luke Keough | 10 de agost de 1991    | SmartStop-Mountain Khakis (2012)        |  |
| Tyler Magner | 3 de maig de 1991      | Hincapie Racing (2015)                  |  |
| Karl Menzies | 17 de juny de 1977     | Advantage Benefits Endeavour (2005)     |  |
| John Murphy | 15 de desembre de 1984 | Kenda-5 Hour Energy (2012)              |  |
| Tanner Putt | 21 de abril de 1992    | Bissell Development (2014)              |  |
| Daniel Summerhill | 28 de gener de 1989    | Chipotle-First Solar Development (2012) |  |
| Bradley White | 15 de gener de 1982    | Successfulliving.com-Parkpre (2008)     |  |
| |                        |                                         |  |
| Fonts: ProCyclingStats Cycling Archives |                        |                                         |  |

| \| Llista de l'equip 2017 \| Llista de l'equip 2017 \| Llista de l'equip 2017 \| Llista de l'equip 2017 \| \| Ciclista \| Data de naixement \| Equip previ \| \| \| --------------------------------------- \| ---------------------- \| -------------------------------------------- \| ---------------------- \| \| Janier Acevedo Calle \| 6 de desembre de 1985 \| Jamis (2016) \| \| \| Carlos Alzate \| 23 de març de 1983 \| Team Exergy (2012) \| \| \| Alexander Cataford \| 1 de setembre de 1993 \| Silber Pro Cycling (2016) \| \| \| Jonathan Clarke \| 18 de desembre de 1984 \| Jelly Belly (2009) \| \| \| Daniel Eaton \| 4 de juliol de 1993 \| Axeon (2015) \| \| \| Lucas Sebastián Haedo \| 18 de abril de 1983 \| Jamis (2016) \| \| \| Adrian Hegyvary \| 5 de gener de 1984 \| \| \| \| Greg Henderson (1 de gen–13 de ago) \| 10 de setembre de 1976 \| Lotto-Soudal (2016) \| \| \| Daniel Jaramillo Diez \| 15 de gener de 1991 \| Jamis-Hagens Berman (2015) \| \| \| Christopher Jones \| 6 de agost de 1979 \| Team Type 1 (2010) \| \| \| Luke Keough \| 10 de agost de 1991 \| SmartStop-Mountain Khakis (2012) \| \| \| Gavin Mannion \| 24 de agost de 1991 \| Drapac Professional Cycling (2016) \| \| \| Travis McCabe \| 12 de maig de 1989 \| Holowesko-Citadel-Hincapie Sportswear (2016) \| \| \| Lachlan Norris \| 21 de gener de 1987 \| Drapac Professional Cycling (2016) \| \| \| Tanner Putt \| 21 de abril de 1992 \| Bissell Development (2014) \| \| \| Daniel Summerhill (1 de gen–31 de maig) \| 28 de gener de 1989 \| Chipotle-First Solar Development (2012) \| \| \| \| \| \| \| \| Fonts: ProCyclingStats Cycling Quotient \| \| \| \| |                        |                                              |  |
| Llista de l'equip 2017 |                        |                                              |  |
| Ciclista | Data de naixement      | Equip previ                                  |  |
| Janier Acevedo Calle | 6 de desembre de 1985  | Jamis (2016)                                 |  |
| Carlos Alzate | 23 de març de 1983     | Team Exergy (2012)                           |  |
| Alexander Cataford | 1 de setembre de 1993  | Silber Pro Cycling (2016)                    |  |
| Jonathan Clarke | 18 de desembre de 1984 | Jelly Belly (2009)                           |  |
| Daniel Eaton | 4 de juliol de 1993    | Axeon (2015)                                 |  |
| Lucas Sebastián Haedo | 18 de abril de 1983    | Jamis (2016)                                 |  |
| Adrian Hegyvary | 5 de gener de 1984     |                                              |  |
| Greg Henderson (1 de gen–13 de ago) | 10 de setembre de 1976 | Lotto-Soudal (2016)                          |  |
| Daniel Jaramillo Diez | 15 de gener de 1991    | Jamis-Hagens Berman (2015)                   |  |
| Christopher Jones | 6 de agost de 1979     | Team Type 1 (2010)                           |  |
| Luke Keough | 10 de agost de 1991    | SmartStop-Mountain Khakis (2012)             |  |
| Gavin Mannion | 24 de agost de 1991    | Drapac Professional Cycling (2016)           |  |
| Travis McCabe | 12 de maig de 1989     | Holowesko-Citadel-Hincapie Sportswear (2016) |  |
| Lachlan Norris | 21 de gener de 1987    | Drapac Professional Cycling (2016)           |  |
| Tanner Putt | 21 de abril de 1992    | Bissell Development (2014)                   |  |
| Daniel Summerhill (1 de gen–31 de maig) | 28 de gener de 1989    | Chipotle-First Solar Development (2012)      |  |
| |                        |                                              |  |
| Fonts: ProCyclingStats Cycling Quotient |                        |                                              |  |

| \| Llista de l'equip 2018 \| Llista de l'equip 2018 \| Llista de l'equip 2018 \| Llista de l'equip 2018 \| \| Ciclista \| Data de naixement \| Equip previ \| \| \| --------------------------------------- \| ---------------------- \| -------------------------------------------- \| ---------------------- \| \| Janier Acevedo Calle \| 6 de desembre de 1985 \| Jamis (2016) \| \| \| Carlos Alzate \| 23 de març de 1983 \| Team Exergy (2012) \| \| \| Alexander Cataford \| 1 de setembre de 1993 \| Silber Pro Cycling (2016) \| \| \| Jonathan Clarke \| 18 de desembre de 1984 \| Jelly Belly (2009) \| \| \| Daniel Eaton \| 4 de juliol de 1993 \| Axeon (2015) \| \| \| Lucas Sebastián Haedo \| 18 de abril de 1983 \| Jamis (2016) \| \| \| Adrian Hegyvary \| 5 de gener de 1984 \| \| \| \| Daniel Jaramillo Diez \| 15 de gener de 1991 \| Jamis-Hagens Berman (2015) \| \| \| Luke Keough \| 10 de agost de 1991 \| SmartStop-Mountain Khakis (2012) \| \| \| Gavin Mannion \| 24 de agost de 1991 \| Drapac Professional Cycling (2016) \| \| \| Eric Marcotte \| 8 de febrer de 1980 \| Cylance (2017) \| \| \| Travis McCabe \| 12 de maig de 1989 \| Holowesko-Citadel-Hincapie Sportswear (2016) \| \| \| Lachlan Norris \| 21 de gener de 1987 \| Drapac Professional Cycling (2016) \| \| \| Tanner Putt \| 21 de abril de 1992 \| Bissell Development (2014) \| \| \| Serghei Țvetcov \| 29 de desembre de 1988 \| Jelly Belly-Maxxis (2017) \| \| \| Hugo Velázquez \| 16 de juliol de 1992 \| \| \| \| \| \| \| \| \| Fonts: ProCyclingStats Cycling Quotient \| \| \| \| |                        |                                              |  |
| Llista de l'equip 2018 |                        |                                              |  |
| Ciclista | Data de naixement      | Equip previ                                  |  |
| Janier Acevedo Calle | 6 de desembre de 1985  | Jamis (2016)                                 |  |
| Carlos Alzate | 23 de març de 1983     | Team Exergy (2012)                           |  |
| Alexander Cataford | 1 de setembre de 1993  | Silber Pro Cycling (2016)                    |  |
| Jonathan Clarke | 18 de desembre de 1984 | Jelly Belly (2009)                           |  |
| Daniel Eaton | 4 de juliol de 1993    | Axeon (2015)                                 |  |
| Lucas Sebastián Haedo | 18 de abril de 1983    | Jamis (2016)                                 |  |
| Adrian Hegyvary | 5 de gener de 1984     |                                              |  |
| Daniel Jaramillo Diez | 15 de gener de 1991    | Jamis-Hagens Berman (2015)                   |  |
| Luke Keough | 10 de agost de 1991    | SmartStop-Mountain Khakis (2012)             |  |
| Gavin Mannion | 24 de agost de 1991    | Drapac Professional Cycling (2016)           |  |
| Eric Marcotte | 8 de febrer de 1980    | Cylance (2017)                               |  |
| Travis McCabe | 12 de maig de 1989     | Holowesko-Citadel-Hincapie Sportswear (2016) |  |
| Lachlan Norris | 21 de gener de 1987    | Drapac Professional Cycling (2016)           |  |
| Tanner Putt | 21 de abril de 1992    | Bissell Development (2014)                   |  |
| Serghei Țvetcov | 29 de desembre de 1988 | Jelly Belly-Maxxis (2017)                    |  |
| Hugo Velázquez | 16 de juliol de 1992   |                                              |  |
| |                        |                                              |  |
| Fonts: ProCyclingStats Cycling Quotient |                        |                                              |  |

## Classificacions UCI
Fins al 1998 els equips ciclistes es trobaven classificats dins l'UCI en una única categoria. El 1999 la classificació UCI per equips es dividí entre GSI, GSII i GSIII. D'acord amb aquesta classificació els Grups Esportius I són la primera categoria dels equips ciclistes professionals. La següent classificació estableix la posició de l'equip en finalitzar la temporada.
| Temporada | Classificació per equips | Millor ciclista en la classificació individual |
| --------- | ------------------------ | ---------------------------------------------- |
| 2003      | 43è (GSIII)              | Mike Sayers (802è)                             |
| 2004      | 9è (GSIII)               | Gordon Fraser (338è)                           |

L'equip participa en les proves dels circuits continentals i principalment en les curses del calendari de l'UCI Amèrica Tour. Aquesta taula presenta les classificacions de l'equip als circuits, així com el seu millor corredor en la classificació individual.
UCI Àfrica Tour
| Temporada | Classificació per equips | Millor ciclista en la classificació individual |
| --------- | ------------------------ | ---------------------------------------------- |
| 2012      | 21è                      | Jay Robert Thomson (127è)                      |
| 2017      | 16è                      | Christopher Jones (74è)                        |

UCI Amèrica Tour
| Temporada | Classificació per equips | Millor ciclista en la classificació individual |
| --------- | ------------------------ | ---------------------------------------------- |
| 2005      | 1r                       | Chris Wherry (3r)                              |
| 2006      | 5è                       | Gregory Henderson (6è)                         |
| 2007      | 8è                       | Frank Pipp (39è)                               |
| 2008      | 11è                      | Kirk O'Bee (38è)                               |
| 2009      | 15è                      | Andrew Pinfold (57è)                           |
| 2010      | 10è                      | Marc de Maar (45è)                             |
| 2011      | 7è                       | Robert Förster (27è)                           |
| 2012      | 3r                       | Rory Sutherland (1r)                           |
| 2013      | 1r                       | Kiel Reijnen (4t)                              |
| 2014      | 6è                       | Kiel Reijnen (4t)                              |
| 2015      | 4t                       | Kiel Reijnen (9è)                              |
| 2016      | 8è                       | Marco Canola (30è)                             |
| 2017      | 3r                       | Gavin Mannion (6è)                             |
| 2018      | 1r                       | Gavin Mannion (1r)                             |

UCI Àsia Tour
| Temporada | Classificació per equips | Millor ciclista en la classificació individual |
| --------- | ------------------------ | ---------------------------------------------- |
| 2006      | 13è                      | Kirk O'Bee (24è)                               |
| 2007      | 22è                      | Shawn Milne (27è)                              |
| 2008      | 24è                      | John Murphy (29è)                              |
| 2011      | 20è                      | Robert Förster (23è)                           |
| 2012      | 24è                      | Jake Keough (18è)                              |
| 2013      | 27è                      | Jake Keough (38è)                              |
| 2014      | 18è                      | Robert Förster (48è)                           |
| 2015      | 27è                      | Marco Canola (91è)                             |
| 2016      | 13è                      | Daniel Jaramillo (33è)                         |
| 2017      | 13è                      | Daniel Jaramillo (69è)                         |
| 2018      | 14è                      | Serghei Tvetcov (16è)                          |

UCI Europa Tour
| Temporada | Classificació per equips | Millor ciclista en la classificació individual |
| --------- | ------------------------ | ---------------------------------------------- |
| 2005      | 96è                      | Tyler Farrar (326è)                            |
| 2006      | 103è                     | Karl Menzies (571è)                            |
| 2007      | 120è                     | Russel Downing (819è)                          |
| 2011      | 66è                      | Rory Sutherland (370è)                         |
| 2012      | 40è                      | Boy van Poppel (72è)                           |
| 2013      | 89è                      | Jake Keough (510è)                             |
| 2014      | 48è                      | Marc de Maar (77è)                             |
| 2015      | 69è                      | Daniele Ratto (203è)                           |
| 2016      | 123è                     | Janez Brajkovič (1018è)                        |
| 2017      | 94è                      | Jonathan Clarke (596è)                         |
| 2018      | 109è                     | Serghei Tvetcov (757è)                         |

UCI Oceania Tour
| Temporada | Classificació per equips | Millor ciclista en la classificació individual |
| --------- | ------------------------ | ---------------------------------------------- |
| 2006      | 5è                       | Gregory Henderson (10è)                        |
| 2007      | 2n                       | Karl Menzies (2n)                              |
| 2008      | 6è                       | Rory Sutherland (8è)                           |
| 2009      | 19è                      | Karl Menzies (37è)                             |
| 2010      | 27è                      | Jonathan Clarke (82è)                          |
| 2012      | 15è                      | Jake Keough (44è)                              |
| 2014      | 10è                      | Karl Menzies (43è)                             |
| 2015      | 9è                       | John Murphy (33è)                              |
| 2016      | 7è                       | Jonathan Clarke (27è)                          |
| 2017      | 13è                      | Travis McCabe (50è)                            |